# Moscadero (Burgos)
Moscadero es una granja del municipio español de Llano de Bureba, perteneciente a la provincia de Burgos, en la comunidad autónoma de Castilla y León.

## Historia
Hacia mediados del siglo XIX, el lugar, por entonces perteneciente al municipio de Movilla, era referido como un coto. Aparece descrito en el undécimo volumen del Diccionario geográfico-estadístico-histórico de España y sus posesiones de Ultramar de Pascual Madoz con las siguientes palabras:

MOSCADERO: coto en la prov. de Burgos, part. jud. y térm. jurisd. de Movilla. (V.)
(Madoz, 1848, p. 619)

El lugar pertenece en la actualidad al municipio de Llano de Bureba.